# Nordea Nordic Light Open 2007
Nordea Nordic Light Open 2007 — жіночий тенісний турнір, що проходив на відкритих кортах з твердим покриттям в Стокгольмі (Швеція). Це був 6-й за ліком Nordea Nordic Light Open. Належав до турнірів 4-ї категорії в рамках Туру WTA 2007. Тривав з 30 липня до 5 серпня 2007 року.
Друга сіяна Агнешка Радванська здобула титул в одиночному розряді.

## Фінальна частина

### Одиночний розряд
Агнешка Радванська —  Віра Душевіна, 6–1, 6–1
- Для Радванської це був 1-й титул за кар'єру.

### Парний розряд
Анабель Медіна Гаррігес /  Вірхінія Руано Паскуаль —  Чжань Цзіньвей /  Тетяна Лужанська, 6–1, 5–7, [10–6]